# Wasserburg Farnroda
Die Wasserburg Farnroda ist eine im 13. Jahrhundert erbaute Burganlage und Baudenkmal in der Gemeinde Wutha-Farnroda im Wartburgkreis. Ihre Reste – ein etwa 25 Meter hoher Turm und der Teich  befinden sich im nördlichen Teil der historischen Ortslage von Farnroda. Bereits Jahrzehnte vor ihrer Entstehung befand sich bei Farnroda eine als Spornburg errichtete Burg Wittgenstein, wohl ein kleiner militärischer Straßenposten der Thüringer Landgrafen an einer Furtstelle am Erbstrom.

## Geschichte
Seit dem späten 13. Jahrhundert saßen die Herren von Farnroda, nachweislich eine Seitenlinie der Herren von Baumbach, als landgräfliche Ministerialen in der Grundherrschaft Farnroda, zu der auch die heutigen Orte Seebach, Mosbach und Kittelsthal gehörten. Erster bekannter Namensträger war Helmricus de Varnrod (1260).
Die Herren von Farnroda errichteten inmitten einer sumpfigen Wiese des Erbstromtals ihre Burganlage als Wasserburg. Eine Skizze aus den Amtsbeschreibungen der späteren Besitzer zeigt eine sehr kleine, kaum 100 Quadratmeter messende Burgfläche mit dem Turm und wenigen Wohngebäuden um einen winzigen Lichthof.
Um 1400 wechselte die Burg häufig den Besitzer, was auf finanzielle Probleme (Verpfändung) hindeutet. Im Jahr 1451 war die Burg im Besitz einer Ilse von Wangenheim, die an Siegmund, Burggrafen von Kirchberg verkaufte. Die Kirchberger hatten zuvor den Großteil ihrer bisherigen Güter im Saaletal bei Jena verloren. Mit dem Kauf von Höfen in Burbach, Seebach und Farnroda sowie Wiesen und Ackerflächen bei Wutha und Eisenach gewannen sie eine wirtschaftliche Grundlage für den Neuanfang im Eisenacher Gebiet.
Um 1600 verlieren sich die Spuren der Herren von Farnroda, die als Ortsadelige (seit dem 13. Jahrhundert) Patronatsherren der Laurentiuskirche und Gerichtsherren von Farnroda waren.